# Turmhügel Hinterer Buberg
Der Turmhügel Hinterer Buberg ist eine abgegangene mittelalterliche Höhenburg vom Typus einer Turmhügelburg (Motte) auf dem Bugberg etwa 350 m nördlich der Ortsmitte von Bug, einem Gemeindeteil von Weißdorf im Landkreis Hof in Bayern.
Von der ehemaligen, vermutlich im 12. Jahrhundert gegründeten Mottenanlage sind Geländespuren im Wald sichtbar. Es handelt sich um einen kreisrunden Graben mit einer darin befindlichen Kuppel. Vermutlich befand sich der Turmhügel an einer Altstraße und gehörte siedlungsgeschichtlich zu Bug oder zu Oppenroth.